# Idaea exquisita
Idaea exquisita är en fjärilsart som beskrevs av W. Warren 1897. Idaea exquisita ingår i släktet Idaea och familjen mätare. Inga underarter finns listade i Catalogue of Life.